# Гаман Віктор Пантелійович
Ві́ктор Пантелі́йович Га́ман (30 жовтня 1937, Ков'яги — 25 січня 2015) — прозаїк. Кандидат філософських наук. Заслужений працівник культури України. Почесний громадянин міста Валки на Харківщині.

## Життєпис
Народився 30 жовтня 1937 р. в смт. Ков'яги Валківського району Харківської області.
Закінчив факультет журналістики Київського державного університету ім. Т. Г. Шевченка.
Навчався на факультеті з багатьма нині відомими письменниками — Василем Симоненком, Борисом Олійником, Робертом Третьяковим, Віктором Близницем, Степаном Колесником, Олексою Мусієнком, Іваном Власенком, Іваном Біликом, Михайлом Медуницею, а з філологів — Іваном Драчем, Миколою Сингаївським, Володимиром Коломійцем, Олесем Лупієм, Петром Засенком та іншими.
У родинній садибі (с. Ков'яги) створив перший в Україні Музей Матері (1988), за що удостоєний премії ім. П. П. Чубинського Українського товариства охорони пам'яток історії та культури (2001). Автор фотоальбому, присвяченого 15-й річниці Музею Матері (2005)
Помер 25 січня 2015 року

## Кар'єра
Працював у харківській молодіжній газеті (1960—1965), був на відповідальній роботі у Харкові й Києві (обком, ЦК компартії України) (1965—1988), обіймав посади заступника головного редактора журналу ЦК ЛКСМУ «Ранок» (1982—1986), члена редколегії, редактора відділу філософії в журналі «Комуніст України» (1987—1992), згодом — члена редколегії, редактора відділу гуманітарних проблем у теоретичному і громадсько-політичному журналі Верховної Ради України «Віче» (1992—1997), заступника головного редактора журналу «Надзвичайна ситуація» Міністерства з надзвичайних ситуацій (2000—2003).
Обіймав посади прес-секретаря першого віце-прем'єр-міністра України, згодом — прес-секретаря Директора Національного бюро розслідувань України. Нині — на відповідальній роботі в одній із державних структур (Національна академія прокуратури України).
В 1988—1998 роках — парламентський кореспондент у Верховній Раді України.

## Літературна діяльність
Творчий шлях починав у валківській районній газеті «Сільські новини» (сучасна назва), де був надрукований перший вірш (1953 р.). У 1962 році в обласній газеті «Соціалістична Харківщина» побачило світ перше оповідання. У 1962—1964 роках очолював обласне літературне об'єднання при Харківському відділені Спілки письменників України.
У 1964 році у видавництві «Молодь» побачила світ перша збірка новел «Сонцестояння», схвально зустрінута професійною критикою. Зокрема, критик Петро Моргаєнко ще в рукописі дав їй високу оцінку і написав про це в журналі «Вітчина»(1963, № 4).
Таким чином, в особі Віктора Гамана маємо ще одного шістдесятника, який підтвердив це не лише формальними датами початку своєї творчості, а вже першою і багатьма наступними книгами.
Автор двох тематично оригінальних трилогій: «зеленої» — «Дар неба (Заповітні верховіття)»
(1982), «Хризантема» (1994) — про збереження природного і духовного генофонду народу; «земляцької» — «Красний Кут» (1990), «Валківські верби» (1996), «Богодухів, або Люди з божою іскрою» (1999), політичної тетралогії — «Обкомівські коридори» (1995), «Коридори ЦК» (1997), «Парламентські коридори» (1998) та «Урядові коридори» (2002), дилогії «І один в ЦК воїн» та «В політиці друзів не буває» (2005) — про борців за демократію в умовах тоталітаризму; роман «Мілана» (2006), «Коридори ЦК» (в 3-х томах) 2007—2008 рр., роман «Знайти людину» (2009).
Крім того, в різні роки друкувалися його романи «Заморозки весни не зупинять» (1996), «Каскад ставків» (у книзі «Богодухів…»), «Кохання на вітрах розлук» (в книзі «Вечірня меса», 2000), «Один місяць сходить, а другий заходить» (2001). Романи «Дар неба („Заповітні верховіття“)» та «Катрановий мед» другим виданням виходили під назвою «Знахар» (1997). 
Віктор Гаман також автор книг повістей, оповідань та есе «Колодязь» (1972), «Молоде літо» (1979), «Мед-полин любові» (1995), «Село на шляху» (1983), «Козак Коверя з Гонтового яру» (2005), «Мої незрадливі супутниці» (2005), ряду публіцистичних і наукових видань.
Широко відомі його есе про діячів вітчизняної культури, зокрема родом із Слобожанщини. Головні теми творчості — наука (кандидат філософських наук), екологія, мистецтво, юність, любов, материнство. Окремі твори автора перекладалися російською та грузинською мовами.

## Почесні звання, нагороди та премії
- заслужений працівник культури України (1997)
- кавалер орденів: 
  - «За заслуги» III ступеня (1997)
  - святих Кирила і Мифодія (2007)
- нагороджений:
  - почесною грамотою Верховної Ради України (1997)
  - почесною грамотою Кабінету Міністрів України (2007)
  - почесною відзнакою Українського фонду культури «За подвижництво в культурі» (1997)
  - медаллю «Будівничий України» Всеукраїнського товариства «Просвіта» імені Т. Г. Шевченка
  - «Почесною Відзнакою» Національної спілки письменників України

- лауреат:
  - міжнародної премії імені В. І. Вернадського (1997)
  - міжнародної премії імені В. К. Винниченка (2003)
  - премії імені П. П. Чубинського (2001)

## Творчість
- Політична тетралогія:
  - «Обкомівські коридори» (1995)
  - «Коридори ЦК» (1997)
  - «Парламентські коридори» (1998)
  - «Урядові коридори» (2002)
- «Земляцька» трилогія:
  - «Красний кут» (1990)
  - «Валківські верби» (1996)
  - «Богодухів, або люди з Божою іскрою» (1999)
- «Зелена» трилогія:
  - «Дар неба» (1982)
  - «Заповідні верховіння» (1982)
  - «Хризантема» (1994)
- Політична дилогія (2005):
  - «І один в ЦК воїн»
  - «В політиці друзів не буває»
- романи: 
  - «Катрановий мед»
  - «Заморозки весни не зупинять»
  - «Каскад ставків»
  - «Кохання на вітрах розлук»
  - «Один місяць сходить, а другий заходить»
  - «Не кличте біду в дім»
- повісті: 
  - «Беріть квіти, мадам»
  - «Село на шляху»
  - «Козак Коверя з Гонтового яру»
- оповідання: 
  - «Мед-полин любові»
  - «Вечірня меса»
  - «Розмови з академіками»
  - «Мої незрадливі супутниці»